# Parvati
I hinduismen er Parvati (Paarvati og Parvatti er også godkendte stavemåder) en af formerne af Shakti. Navnet kommer fra sanskrit og betyder datter af bjerget. Hun er gift med Shiva, ødelæggelsens gud. Shiva og Parvati er forældre til Karttikeya og Ganesha, visdommens gud. Parvatis forældre er bjerg-guden Himalaya og gudinden Mena.
Gudinden Parvati Devi er beskrevet som shakti, eller kraft. Det er nævnt i Soundarya Lahiri, at Parvati er kilden til al kraft i universet. Dette omfatter Shivas magt, og Parvati er derfor ofte vist som halvdelen af Shiva. Ifølge hinduismen er Shiva og Parvati far og mor til alle mennesker.
| Religion | Spire Denne religionsartikel er en spire som bør udbygges. Du er velkommen til at hjælpe Wikipedia ved at udvide den. |